# パーヴォ・ヌルミ
パーヴォ・ヨハンネス・ヌルミ（フィンランド語: Paavo Johannes Nurmi、フィンランド語発音: [ˈpɑːʋo ˈnurmi] ( 音声ファイル)、1897年6月13日 - 1973年10月2日）は、フィンランドの中距離走と長距離走選手。20世紀初頭に長距離走をほぼ支配したことから、フライング・フィンと呼ばれた。生涯を通して1500メートル競走から20キロメートル競走まで合計22の公式世界記録を作り、夏季オリンピックに3回出場して合計金メダル9個、銀メダル3個を獲得した。その絶頂期には800メートル競走以上の距離で121レース無敗であり、14年間の運動選手生涯においてクロスカントリー競走と10000メートル競走で無敗を維持した。
労働者の家族に生まれたヌルミは12歳に学校を中退して家計を支えた。15歳のころに1912年ストックホルムオリンピックにおけるハンネス・コーレマイネンの勝利がもたらしたオリンピック熱に感銘を受けて厳しいトレーニング計画を開始した。ヌルミは兵役の最中に頭角を現し、1920年アントワープオリンピックの訓練中にフィンランド記録を作った。5000メートル競走で銀メダルを獲得した後、10000メートル競走とクロスカントリー競走で金メダルを獲得した。1923年、ヌルミは史上初、1マイル競走と5000メートル競走と10000メートル競走の世界記録を同時に保持する選手であり、2017年現在まで2人目は現れていない。1924年パリオリンピックで再び1500メートルと5000メートルの世界記録を作ったが、この2試合の間は1時間しかなく、ヌルミは2時間内に金メダルを2個獲得した。彼はパリの酷暑にまるで意に介さないように、金メダルを合計5枚獲得した。しかし彼はフィンランド当局に10000メートル競走への参加を拒絶され（代わりにビレ・リトラが参加、金メダルを獲得した）、そのことを苦々しく思っていた。
1925年の長いアメリカツアーの後、ヌルミは怪我とモチベーション低下に悩まされ、ビレ・リトラやエドヴィン・ヴィーデが強敵として立ちはだかるようになった。1928年アムステルダムオリンピックでは10000メートル競走の金メダルを再び獲得したが、5000メートル競走ではリトラに、3000メートル障害ではトイヴォ・ロウコラに敗れて銀メダルとなった。彼は続いてさらに長距離な競走である1時間競走と25マイル競走に挑み、世界記録を打ち立てた。彼は憧れのコーレマイネンと同じように選手生涯の最後をマラソンの金メダルで飾ろうとしたが、国際陸上競技連盟の委員会は1932年ロサンゼルスオリンピックの直前にヌルミがアマチュアかどうかに疑問を呈し、オリンピック開幕式の2日前にヌルミの参加資格を取り消した。これによりスウェーデンとフィンランドの関係が緊張、反国際陸連の風潮が巻き起こった。結局、ヌルミをプロ選手とする宣言はついぞ発されなかったが、ヌルミの資格取り消しは1934年に確定、彼はそのまま引退した。
その後、ヌルミはフィンランド走者のコーチになり、冬戦争中にはフィンランドのために募金し、男性用衣料品店の経営、建築業者、株式トレーダーなどの職に就き、やがてフィンランドの大資産家になった。1952年ヘルシンキオリンピックでは最終聖火ランナーを務めた。ヌルミの速さと性格のつかみどころのなさにより、「ファントム・フィン」（Phantom Finn）などのあだ名をつけられた。一方、彼の功績、トレーニング法と走法はそれ以降の中長距離走者に影響を与えた。常にストップウオッチをもって走ったヌルミは均一速度走法と分析的なトレーニング法の発明者とされ、またランニングを世界的にメジャーなスポーツにした人とされている。

## 幼少期

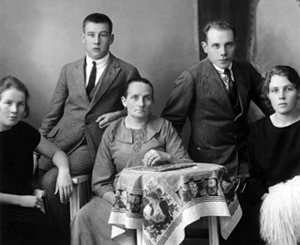
ヌルミの家族、1924年撮影。

ヌルミは1897年、フィンランド大公国のトゥルクで大工ヨハン・フレドリク・ヌルミ（Johan Fredrik Nurmi）とその妻マティルダ・ヴィルヘルミーナ・ライネ（Matilda Wilhelmiina Laine）の間の息子として生まれた。ヌルミの兄弟姉妹であるシーリ（Siiri）、サーラ（Saara）、マルッティ（Martti）、ラハヤ（Lahja）はそれぞれ1898年、1902年、1905年、1908年に生まれた。1903年、ヌルミ一家はラウニストゥラからトゥルクの中心にある49平方メートルのアパートに転居、1932年までそのアパートに住んだ。ヌルミと彼の友人たちはイギリスの長距離走者アルフレッド・シュラブに感銘を受けており、定期的に6 km（4マイル）を走るか歩いてルイッサロ島に行ってそこで泳いだ後、帰り道も同じようにした。時にはこのトレーニングを1日2回行った。ヌルミは11歳までに1500メートルを5分2秒で走った。ヌルミの父ヨハンは1910年に、妹のラハヤは1911年に死去した。ヌルミ一家の家計が苦しくなり、台所を別の家族に貸出して自分たちは一室に住んだ。ヌルミは学問の才能があったが退学してパン屋の使い走りとして働いた。彼は走るのをやめたが、仕事で重い台車を押しながらトゥルクの急坂を登ったことが運動の代わりとなった。彼は後にこの「運動」が彼の背筋と足腰を強めたと述べた。
ヌルミが15歳になったとき、ハンネス・コーレマイネンが1912年ストックホルムオリンピックで勝利、「世界中にフィンランドの国名を知らしめた」（run Finland onto the map of the world）と言われた。この出来事にヌルミは陸上競技への興味を再燃した。彼は数日後にはじめてスニーカーを購入した。トレーニングとしては夏にクロスカントリー競走を、冬にクロスカントリースキーを行った。1914年、ヌルミはスポーツクラブのトゥルン・ウルヘイルリーットに加入、はじめての3000メートル競走で勝利した。その2年後、彼はトレーニング内容を変更してウォーキング、スプリント、体操を追加した。彼は転職してトゥルクのAb. H. Ahlberg & Coという工房で働き、引き続き家計を支えた。その後、1919年4月にポリ旅団のマシンガン中隊で兵役を始めると職を辞した。1918年のフィンランド内戦では政治的には消極的のままで、仕事とオリンピックへの野心に集中した。内戦が終結した後もフィンランド労働者スポーツ協会には加入しなかったが、協会に寄稿して同僚や運動員に対する差別を批判した。

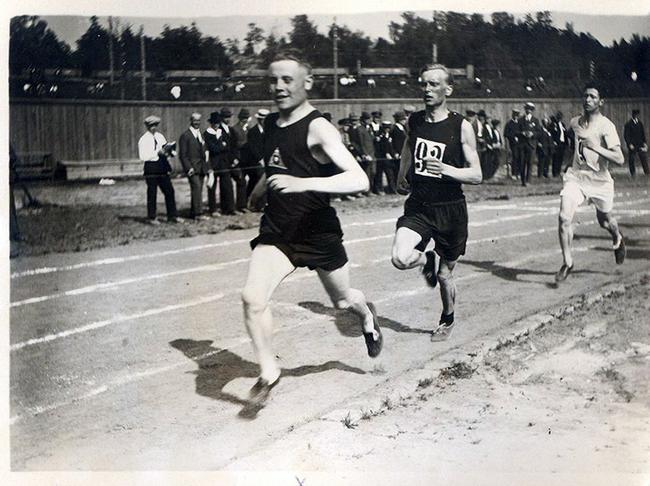
ヌルミ、1920年アントワープオリンピックの予選にて。

ヌルミは兵役中の陸上競技試合で頭角を現した。ほかの人々が行進するなか、ヌルミはライフルを肩に、さらに砂を積んだバックパックを背負って全距離を走った。ヌルミの頑固な性格により下士官とはうまくいかなかったが、上級の士官に好まれた（兵士の宣誓を断ったにもかかわらず）。指揮官のフーゴ・オステルマンはスポーツの大ファンだったため、ヌルミほか数人は練習のための自由時間を与えられた。ヌルミは兵舎で新しいトレーニング法を編み出した。すなわち、歩幅を引き伸ばすために、緩衝器に掴まって列車の後ろを走った。さらに足を強化するために重いアイアンクラッドブーツを使った。ヌルミは個人記録を更新するようになり、オリンピック選抜に必要な成績に近くなった。1920年3月、伍長（アリケルサンッティ）に昇進した。1920年5月29日には自身初となるフィンランド記録を3000メートル競走で作り、7月には1500メートルと5000メートル競走のオリンピック予選を勝ち抜いた。
この時期のヌルミの記録は下記である。
| 年   | 1500 m | 2000 m | 3000 m  | 5000 m  | 10000 m |
| ---- | ------ | ------ | ------- | ------- | ------- |
| 1914 |        |        | 10:06.5 |         |         |
| 1915 |        | 6:06.8 | 9:30    | 15:50.7 |         |
| 1916 |        | 5:55   |         | 15:52.8 |         |
| 1917 |        |        |         | 15:47.5 |         |
| 1918 | 4:29   |        |         | 15:50.7 |         |
| 1919 |        |        | 8:58.1  | 15:31.5 | 32:56   |

## オリンピック

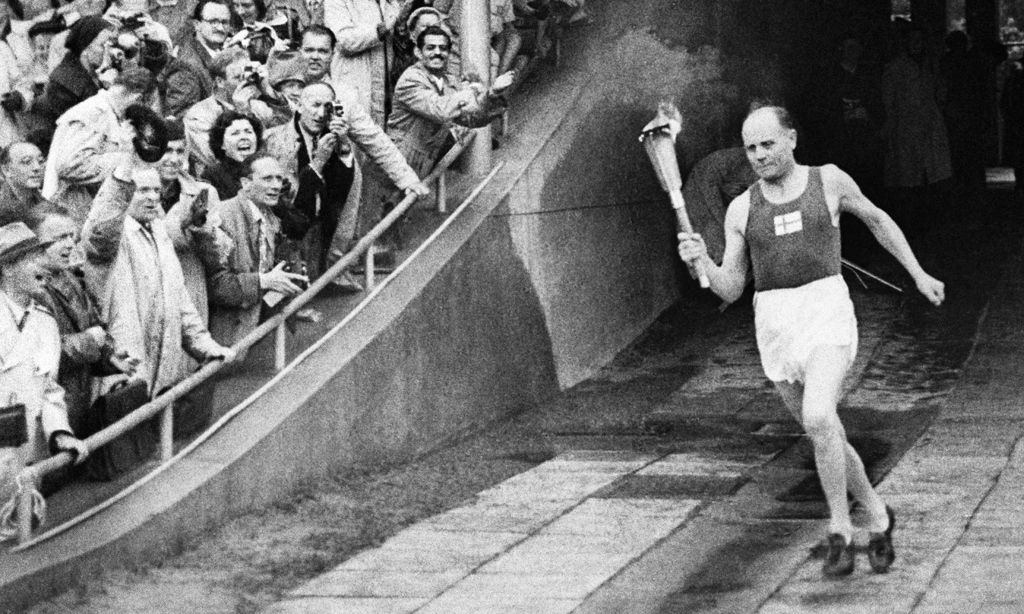
1952年ヘルシンキオリンピックの開幕式で競技場に戻ってくるヌルミ。

### 1920年と1924年のオリンピック

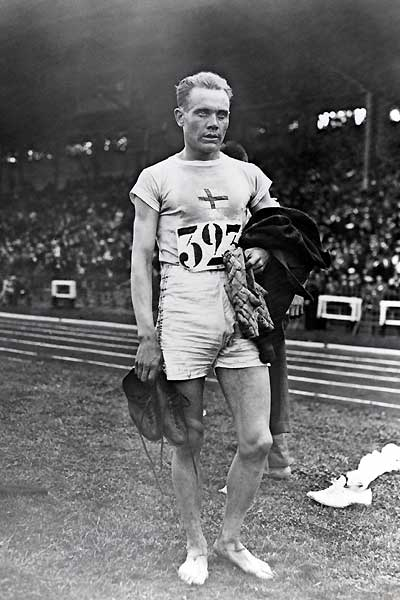
ヌルミ、1924年パリオリンピックにて。

ヌルミの国際でのデビューは1920年8月にベルギーで行われた1920年アントワープオリンピックである。彼は5000メートル競走でフランスのジョゼフ・ギルモ選手に負けて初のオリンピックメダルとなる銀メダルを獲得した。ヌルミがオリンピックでフィンランド以外の選手に負けたのはこれ1回きりとなった。彼は残りの3競技で全て金メダルを得た。10000メートル競走では最後のコーナーでギルモを抜き去り、個人記録を1分以上更新した。クロスカントリー個人ではスウェーデンのエリック・ベックマンを破り、クロスカントリー団体ではヘイッキ・リーマタイネンとテオドル・コスケンニエミとともにイギリスとスウェーデンに勝利した。ヌルミが勝利したことで家族は少し裕福になり、電灯と水道水を使えるようになった。ヌルミ自身は奨学金を与えられ、ヘルシンキのテオッリスースコウル工業学校に進学した。
ギルモに敗北したヌルミは様々な試合を実験として行い、細かく分析した。ヌルミはそれまで最初の数周における猛烈な先行で知られたが、彼はストップウオッチを持って走るようになり、全距離を通じて等速で走るよう努力した。彼は走りのテクニックを完璧なまでに高め、それは相手の成績が彼の順位に影響しなくなるほどだった。ヌルミは1921年にストックホルムで自身初となる世界記録を10000メートル競走で作った。1922年には2000メートル、3000メートル、5000メートル競走の世界記録を塗り替えた。さらに1923年に1500メートル競走と1マイル競走の世界記録を更新した。1マイル、5000メートル、10000メートル競走の世界記録を同時に保有したのは2017年時点でヌルミただ1人であった。ヌルミは800メートル走にも挑戦、1923年のフィンランド選手権をフィンランド記録を更新しつつ勝利した。ヌルミは数学を学んで優秀な成績を上げた後、1923年にエンジニアとして卒業、うちに戻って次のオリンピックを準備した。
ヌルミが1924年春にひざを怪我したことで1924年パリオリンピックの参加が一時危うくなったが、彼は回復して1日2回のトレーニングを再開した。6月19日、ヌルミはオリンピックのスケジュールを試そうとしてヘルシンキのエラインタルハ競技場で1500メートルと5000メートルを1時間内に走り、両方とも世界記録を更新した。パリのオリンピックで行われた1500メートル競走の決勝戦では最初の800メートルを世界記録更新の時よりも3秒ほど早く走った。ヌルミに挑戦できたのはアメリカのレイ・ワトソンだけだったが、最後の一周で諦めたため、ヌルミは速度を少し落としつつヴィリー・シェーラー、ハイラ・ブリストー・ストーラード、ダグラス・ロウに勝利、それでもオリンピック記録を3秒下回って更新した。しかし、5000メートル競走は1500メートル競走から2時間未満で開始、すでに3000メートル障害と10000メートル競走で金メダルを獲得した、同じくフィンランド出身のビレ・リトラが強敵として立ちはだかった。リトラとエドヴィン・ヴィーデはヌルミがきっと疲れていると考え、世界記録のペースで走って彼にエネルギーを使い果せようとした。時計ではなく2人の男と競争していたことがわかると、ヌルミはストップウオッチを傍らの草に放り投げた。やがてヴィーデのペースが遅くなり、ヌルミとリトラのみが競争を継続した。最後の直線ではリトラが外側から走ったが、ヌルミもペースを上げてリトラを1メートル後ろに維持して勝利した。
一方、クロスカントリー競走では45度という酷暑だったため競走者38人のうち15人がリタイヤ、完走した走者でも8人がストレッチャーで運ばれた。走者の1人が終点のある競技場に着くと小さな円をぐるぐると走り、やがて観覧席に当たって人事不省に陥った。ヴィーデは最初にはリードしたが失神してしまい、病院で死去したとの誤報があったほどだった。ヌルミはリトラをほぼ1分半リードして勝利した後も少し疲れたように見えただけだった。フィンランドがクロスカントリー団体のメダルを失ったように見えた中、ヘイッキ・リーマタイネンが混乱しつつ千鳥足で競技場に入った。しかし、千鳥足であったためほとんど進めていなかった。リーマタイネンの前を走っていた選手が終点まで後50メートルのところで失神したため、リーマタイネンは終点に着いたと勘違いして走りを止め、競走路の外に出ようとした。観客たちは叫んだが彼に無視された。観客たちがはらはらする中、彼はようやく自分の置かれた状況が分かり、方向転換して12位でゴール、団体戦の金メダルを確保した。競技場にいた人々はこの光景に衝撃を受け、オリンピック当局はそれ以降のオリンピックでクロスカントリー競走を禁止した。
翌日の3000メートル団体ではヌルミとリトラが再び1位と2位となり、エリアス・カッツが5位でゴールしたおかげで団体戦の金メダルを獲得した。ヌルミは5種目で金メダルを5個獲得したが、フィンランド当局がスター走者の間で種目を分配、最愛の10000メートル競走を走れなかったためそのことを苦々しく思っていた。そして、フィンランドに戻ると、ヌルミは10000メートル世界記録を更新、以降ほぼ13年間破られなかった。彼は今や1500メートル、1マイル、3000メートル、5000メートル、10000メートルの世界記録を同時に保持した。

### 米国ツアーと1928年オリンピック

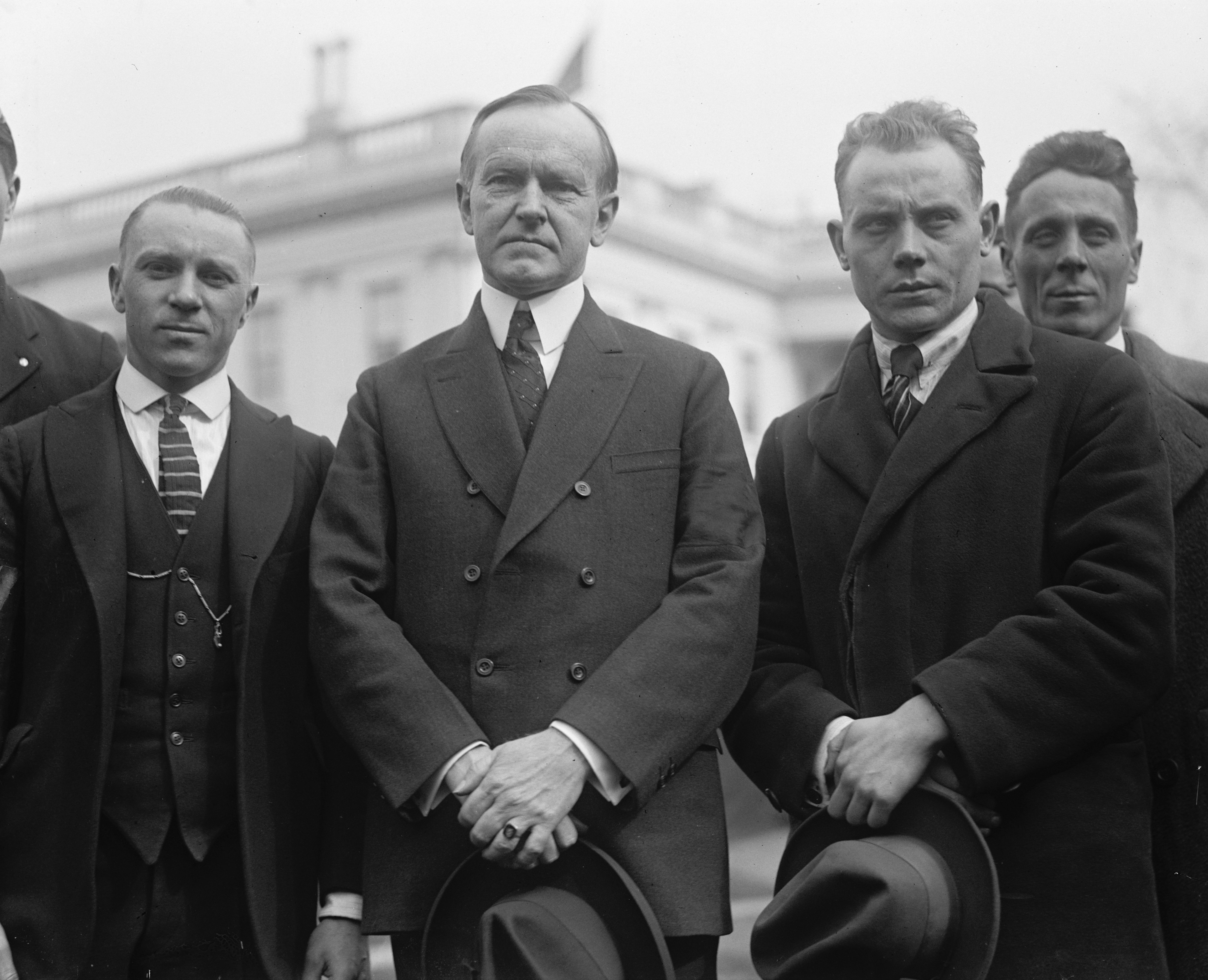
米国ツアーの最中のヌルミ（右）とカルビン・クーリッジ大統領、1925年2月21日撮影。左はジョーイ・レイ。

1925年初、ヌルミは広く宣伝された米国ツアーを開始した。彼は5か月間で競技に55回参加（うち45回は屋内競技）した。最初となるのが1月6日にニューヨーク市のマディソン・スクエア・ガーデンで行われた、満員の観客が見守る中での競技であった。彼の米国デビューはヘルシンキとパリでの出来事の再現であった。彼は5000メートル競走でアメリカのジョーイ・レイとロイド・ハーンを破り、世界記録を再度更新した。ヌルミは正規の競技で屋内競走の世界記録を10種目更新、稀にしか行われない距離の競走の記録も更新した。彼が参加した競技のうち、51回は勝利、1回はリタイヤ、3回は敗北した。敗北した3回のうち2回はハンディキャップ付きであり、残りの1回は最後の競技でヤンキー・スタジアムで行われた半マイル競走だった。この競技ではアメリカ選手アラン・ヘルフリッチがヌルミを下し、ヌルミは2位となっている。ヘルフリッチの勝利はヌルミの4年間通算121連勝記録（800メートル以上の個人競走）を終結した。ヌルミは何よりも敗北を嫌ったがこのときは真っ先にヘルフリッチに祝いの言葉を述べた。このツアーによりヌルミはアメリカで大人気になり、彼は大統領カルビン・クーリッジとホワイトハウスで面会することに同意した。ヌルミはその後、競技しすぎて燃え尽きることを恐れてアメリカを去った。
ヌルミは競走へのモチベーションを維持するのに苦心した。リウマチとアキレス腱の問題にも影響された。彼は1926年に機械製図家の職を辞め、ビジネスを熱心に勉強した。ヌルミはフィンランド銀行総裁リスト・リュティを財務顧問として、株式トレーダーの仕事を始めた。同1926年にはベルリンでヴィーデの3000メートル競走世界記録を破り、ストックホルムで記録を再び更新した。ストックホルムではニルス・エクロフがヴィーデを助けるためにヌルミのペースを下げさせようとしており、ヌルミは激怒して未来永劫エクロフと競走しないと宣言した。1926年10月には1500メートル競走でヴァイマル共和国のオットー・ペルツァーに敗れ、1500メートル競走世界記録保持者の座も奪われた。ヌルミが1000メートル以上の競走で敗れるのは5年以上、133レースぶりだった。1927年、フィンランド当局はヌルミがフィンランド・スウェーデン国際陸上競技大会でエクロフとの競走を拒否したとして国際レースでの競走を禁止、ウィーンでのペルツァーとの再戦を取り消した。ヌルミはそのまま1927年のシーズンを終わらせ、11月末まで1928年アムステルダムオリンピックへの出場を辞退すると脅した。1928年のオリンピック予選では1500メートル競走で同じフィンランドのハリ・ラルバとエイノ・プリエに敗れて3位だった（ラルバとプリエは後にそれぞれ金メダルと銅メダルを獲得した）ため、ヌルミはさらに長距離な競走に集中した。彼は障害走にも参加したが、それまで障害走には2回しか参加しておらず、しかも前回は6年前のイギリス陸上競技選手権で行われた2マイル障害走での勝利だった。
1928年アムステルダムオリンピックでは3種目に参加した。10000メートル競走ずっとリトラの後ろで走り、最後の直線で加速してリトラを越えて勝利した。5000メートル競走の決勝戦直前、ヌルミは3000メートル障害の予選で水たまりからジャンプしたときに転倒してしまい腰と足を捻挫した。フランス選手リュシアン・デュケーヌが止まってヌルミに手を貸して立ち上がらせた。ヌルミはお礼としてデュケーヌと並走、ペースを上げさせて予選の勝利を渡したが、デュケーヌに断られた。その後の5000メートル競走では10000メートル競走のときと同じ手を使おうとしたが、今度はリトラが加速したためヌルミは追い付けなかった。以前よりも疲れたように見えたヌルミはヴィーデを寄せ付けずに銀メダルを獲得するのみに留まった。しかし3000メートル障害の決勝戦が翌日に控えたため、ヌルミは休息や怪我を治療する時間がなかった。ヌルミが障害物の跳躍に苦しんだためフィンランド出身で障害走を専門としたトイヴォ・ロウコラが距離差を広げた。ヌルミは最後の一周でスパートをかけて他を引き離し、ロウコラとは9秒差でゴール、銀メダルを獲得した。ロウコラは世界記録を更新したが、ヌルミの記録も当時の世界記録より良い成績だった。リトラはリタイヤしたが、オーヴェ・アンデルセンが銅メダルを獲得したことでフィンランドは全てのメダルを獲得する圧勝となった。

### 長距離走を転戦

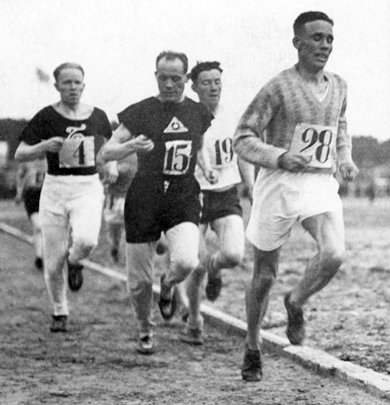
ストップウオッチを見るヌルミ、1928年。

ヌルミはスウェーデンの新聞に「これは私が競走路上にいる最後のシーズンです。私は歳を取った。15年間走ったのでもう十分走りました。」と述べたが、彼は競走を続け、より長距離な競走に着目した。10月、彼はベルリンで15キロメートル競走、10マイル競走、1時間競走の世界記録を打ち立てた。ヌルミの1時間競走の世界記録は17年間破られず、1945年にようやくヴィルヨ・ヘイノが記録を129メートル伸ばした。1929年1月、ヌルミは2度目の米国ツアーをブルックリンから開始した。彼は室内1マイル競走であるワナメイカー・マイルで自身の1マイル競走におけるはじめての敗北を喫し、アメリカのレイ・コンジャーに敗れて2着に終わった。このときの成績はヌルミ自身が1925年に作った世界記録よりも7秒遅く、1マイルはもはやヌルミにとって短すぎたのではないかと考えられた。1930年、20キロメートル競走の世界記録を作った。1931年7月、ヌルミは現代では稀になった2マイル競走の世界記録を作り、ラウリ・レーティネン、ラウリ・ヴィルタネン、ボルマリ・イソ＝ホロを破ってまだ中距離走を走れることを示した。彼は9分以内で2マイルを走れる初の走者となった。ヌルミは1932年ロサンゼルスオリンピックでは10000メートル競走とマラソンにしか参加しないと決め、「フィンランドにはその種目（5000メートル競走）のための素晴らしい3人がいるため、フィンランド代表として5000メートル競走には参加しない」と述べた。
1932年4月、国際陸上競技連盟（IAAF）カウンシルはフィンランド陸上競技連盟がヌルミがアマチュアかどうかの調査を終わらせるまで、ヌルミを暫定で国際間の陸上競技から締め出すことを決定した。フィンランド当局はIAAFが聞き取りすらせずに行動したと批判したが、調査には同意した。当時、IAAFでは各国の陸連の最終決定に従う慣習があり、AP通信は「フィンランド陸連がヌルミを無罪とした場合、国際陸連もその決定を何も聞かずに受け入れることに疑いはない」と書いた。1週間後、フィンランド陸連はプロの疑いには証拠がないとしてヌルミに有利な判決を出し、ヌルミはオリンピックまでに競技禁止が撤回されることを期待した。

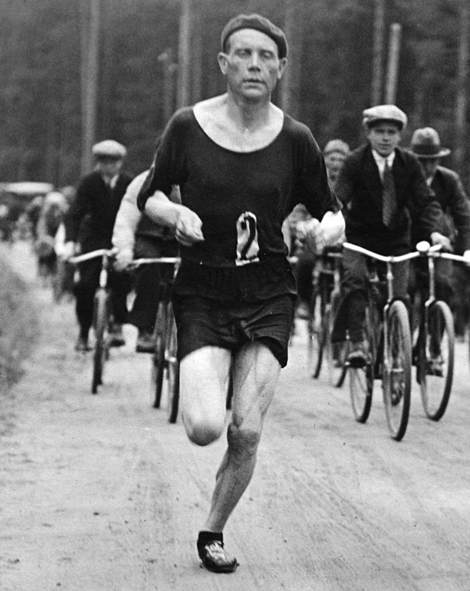
マラソンのオリンピック予選を走るヌルミ、1932年6月26日。ヌルミがマラソンを走るのはこの1回きりとなった。

1932年6月26日、ヌルミはオリンピックの予選ではじめてマラソンを競走した。彼は古風な「短いマラソン」（40.2km）において、水を一滴も飲まずに2時間22分3.8秒で走った。そのペースで走り続けたとすれば、フルマラソン（42.195km）を約2時間29分で走り終わることになり、アメリカのアルバート・マイケルソンが1925年に打ち立てた当時のマラソン世界記録である2時間29分1.8秒をちょうど下回ることになる。この予選でヌルミは、最終的にはオリンピックで銅メダルを獲得することとなるトイヴォネンよりも6分早く走り終わった。ヌルミの成績は「短いマラソン」の非公式世界記録を作った。ヌルミはもう十分であると考え、アキレス腱の問題もあってリタイヤした。フィンランドオリンピック委員会はヌルミを10000メートル競走とマラソンの2種目に参加登録した。ガーディアン紙は「彼の予選における成績のうちいくつかはほぼ信じられないものだった」と報じ、ヌルミも怪我に意を介さずにロサンゼルスの選手村で訓練を続けた。ヌルミはハンネス・コーレマイネンが第一次世界大戦直後にしたのと同じように、選手生涯をマラソンの金メダルで終わらそうとした。

### 1932年オリンピックと選手生涯の終わり
10000メートル競走から3日前にも満たないとき、ヌルミを暫定で締め出した7人と同じ構成のIAAF特別委員会はヌルミの参加登録を無効とし、ロサンゼルスで競走することを禁じた。IAAF会長ジークフリード・エドストレームは翌日に始まるIAAF総会ではヌルミの参加資格を回復することはできず、ヌルミの一件での政治的影響と裁定の手順を再検討するのみに留まると述べた。AP通信はこれを「国際陸上競技史上最もずるい政治行動」と報じ、オリンピックがまるで「キャストに名高いデンマーク人がないハムレット」のようだと書いた。ヘルシンキでは数千人がこの裁定に抗議した。証拠などの詳細はマスコミには公表されていないが、ヌルミに不利な証拠はドイツの競走主催者が1931年秋にヌルミがドイツで走るとき1レース$250から500を受け取ったとの証言とされている。この証言はエドストレームがカール・リッター・フォン・ハルトに手紙を書き、もし彼がヌルミに不利な証拠を提供しない場合、「残念ながらドイツ陸上競技連盟に厳しい措置をしなければならないだろう」と脅した後、ハルトより得られた証言である。
フィンランド選手は当然ながらヌルミを支持したが、それ以外の選手全員もマラソン競走の前日に連盟でヌルミの参加を受け入れるよう嘆願した。エドストレームの右腕でIAAF事務総長、スウェーデン陸連会長のボー・エケルンドはフィンランド当局に接触、競技外でヌルミがマラソンを走れるよう手配することができるかもしれないと伝えた。しかし、フィンランドは選手がプロでない限り、必ず正式に競走する権利を有するとの立場を崩さなかった。ヌルミは2週間前にアキレス腱を痛めたと診断されたが、ヌルミは2位から5分引き離して勝利できると言った。コーレマイネンやヌルミに刺激を受けてトレーニングを積み、ロサンゼルス大会のマラソン日本代表となった津田晴一郎は「ヌルミと一生に一度、競技生命を賭けた戦いをしたい」と考えており、不出場にショックを受けたと大会から約半世紀後に述べている。

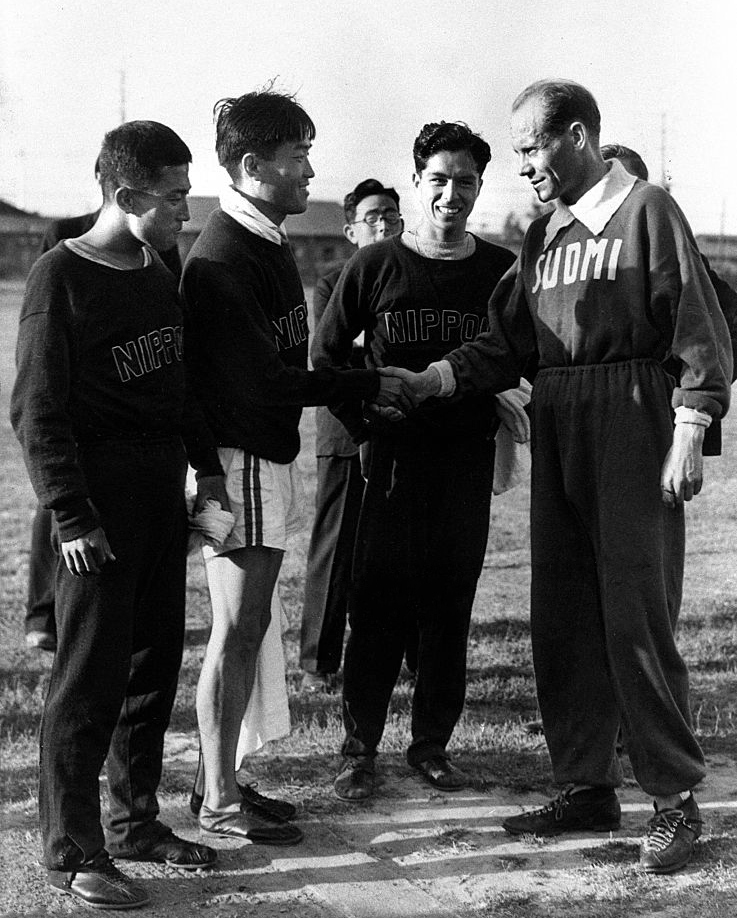
ロサンゼルスオリンピック時に、マラソン日本代表（左より金恩培・権泰夏・津田晴一郎）と面会したヌルミ。

IAAF総会はヌルミをプロだと宣言しないまま終了したが、ヌルミを出場停止とした決定は13票対12票で維持された。しかし、票数が近かったため、最終決定は1934年にストックホルムで開かれた総会まで持ち越された。フィンランドはスウェーデン当局がヌルミをアマチュアでないと判断させるために卑怯な手を使ったと非難、スウェーデンとの陸上競技交流を全て中止した。前年の1931年にはすでに競技場上とマスコミでの論争によりフィンランドがフィンランド・スウェーデン国際陸上競技大会から脱退しており、ヌルミの資格停止によりフィンランドは1939年まで大会に再参加しなかった
ヌルミはプロになることを拒否、フィンランドでアマチュアとして走り続けた。1933年、彼は3年ぶりに1500メートル競走を走り、1926年以来の最高記録で勝利した。1934年8月のIAAF総会ではフィンランドが2つ提案したがいずれも否決された。総会は続いてIAAFのアマチュア規則を違反した選手を資格停止する権利を総会に与える議案を審議した。多くが投票しなかった議決では賛成12票と反対5票によりヌルミが国際アマチュア陸上競技における資格停止処分を受けることが最終的に決定された。3週間すら経たない1934年9月16日、ヌルミはヴィープリで10000メートル競走を勝利した後、引退した。ヌルミは14年間の選手生涯において10000メートル競走で無敗を維持した。クロスカントリー競走では19年連続で無敗だった。

## 引退後の生活

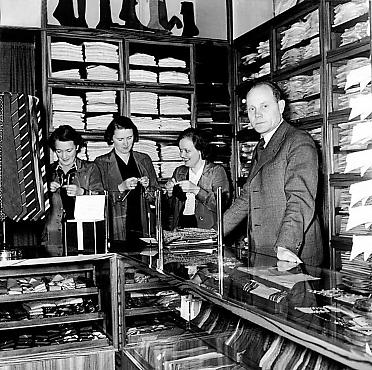
自身の店にいるヌルミ、1939年撮影

選手生涯の中、ヌルミはトレーニング法を秘密としたことで知られている。彼は常に1人で走り、果敢にも彼と並走した人がいるときはペースを上げてその人を疲れさせた。一緒にクラブに行ったりしたフィンランドの選手ハリ・ラルバですら多くは知らなかった。選手生涯が終わった後、ヌルミはフィンランド陸連のコーチになり、1936年ベルリンオリンピックのために走者のトレーニングに当たった。1935年、陸上競技におけるスウェーデンとの交流を回復する議案が40票対38票で通過すると、ヌルミと陸連の役員会全員が連盟から脱退した。しかし、ヌルミは3か月後にコーチとして訓練を再開、フィンランドの長距離走者がベルリンオリンピックで金メダル3個、銀メダル3個、銅メダル1個を獲得する成果を出した。1936年、ヌルミはヘルシンキで男性用衣料品店を開いた。この店は有名な観光地になり、エミール・ザトペックなどはヌルミに会おうとして店を訪れた。一方、ヌルミは店の奥で建築業という新しい事業に乗り出した。彼は建築業者としてヘルシンキでそれぞれ100室を有するアパートビルを40軒建てた。彼は5年のうちに百万長者となった。選手生涯では最大のライバルだったリトラはやがてヌルミが建てたアパートの一室に（半額で）住んだ。ヌルミは株式市場でも儲けを出し、フィンランドの長者番付の1人となった。
フィンランドとソビエト連邦の間の冬戦争の最中である1940年2月、ヌルミは子分のタイスト・マキとともにアメリカに戻ってフィンランドへの支持を集め、フィンランドのために募金した。救援募金は元米大統領ハーバート・フーヴァーによって指揮され、ヌルミとマキはアメリカを横断して逆側の海岸に向かうツアーを行った。フーヴァーは2人を「世界最大のスポーツ強国からの大使」として歓迎した。サンフランシスコ滞在中、ヌルミは教え子の1人で1936年オリンピックで金メダルを獲得したグンナー・ヘッケルトが戦死したとの知らせを受けた、ヌルミは4月下旬に帰国、後に継続戦争で輸送中隊とトレーナーとして働いた。1942年1月に除隊する前、ヌルミは二等軍曹（ユリケルサンッティ）、続いて一等軍曹（ヴァーペリ）に昇進した。

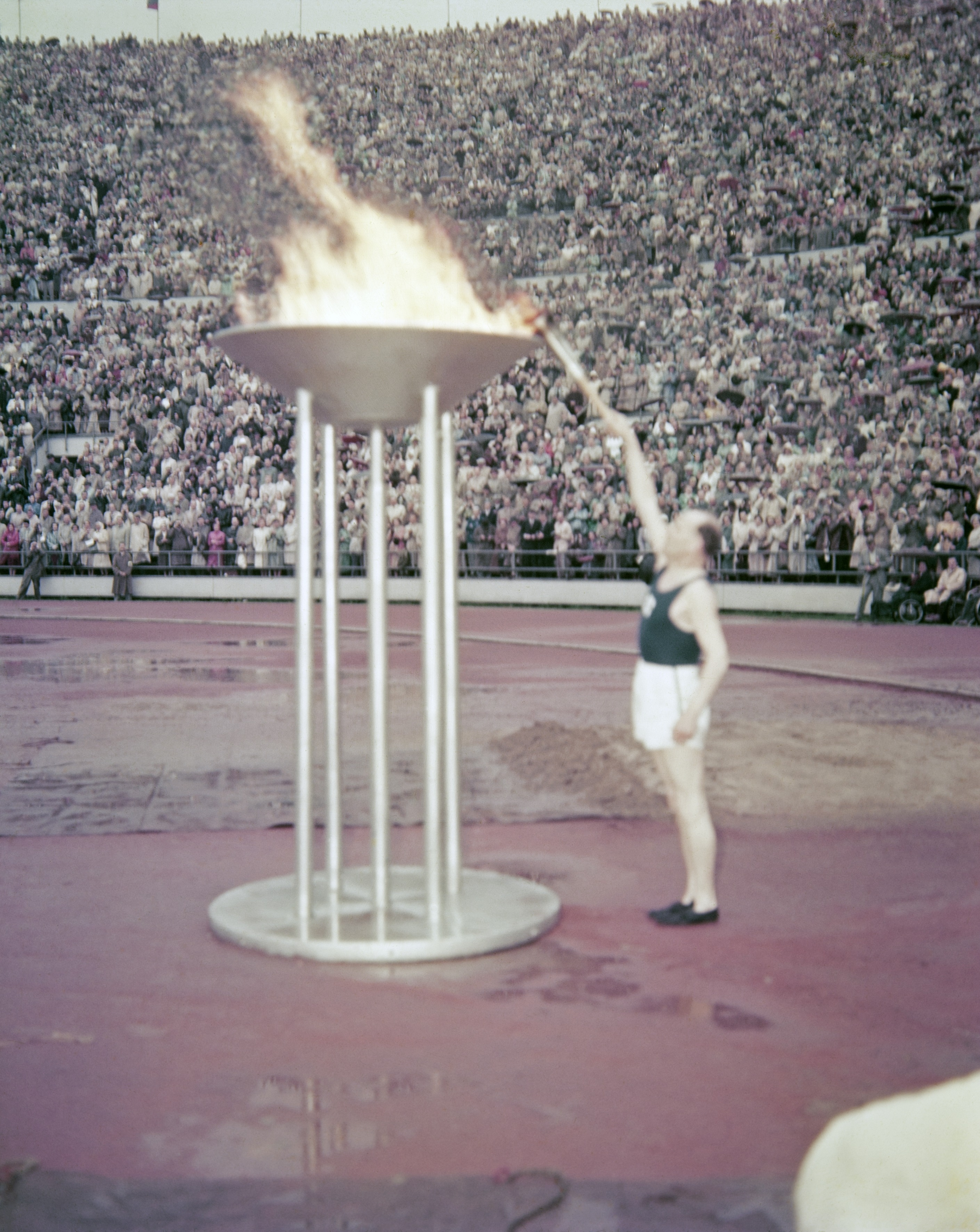
オリンピック聖火を点火するヌルミ、1952年。

1952年、ヌルミは元フィンランド陸連会長のフィンランド首相ウルホ・ケッコネンに説得されて、1952年ヘルシンキオリンピックでオリンピック聖火をヘルシンキ・オリンピックスタジアムに持ち込む最終聖火ランナーを務めた。観客はヌルミが現れたことに驚き、スポーツ・イラストレイテッドは「彼の名高い大股は群衆にとって間違いようもなく、彼の姿が現れたときはスタジアムに音の波が響き始まり、続いて咆哮に、やがて雷へと大きくなっていった。フィンランドチームは整列していたが、ヌルミの姿を見るや興奮した学生のように競走路の縁に走った」と報じた。聖火台を点火した後、ヌルミは聖火を憧れのコーレマイネンに渡し、コーレマイネンは塔にあるかがり火を点火した。ヌルミは取り消された1940年東京オリンピックではフィンランドの金メダル獲得者50人を率いる予定だった。
ヌルミは運動選手として名声を得すぎ、商人として名声を得なさすぎたと考えたが、彼の競争に対する興味が薄れることはなかった。彼は数度競走路に戻って走ったほどだった。1946年、彼はギリシャ内戦の被害者のために募金して、昔からのライバルであるエドヴィン・ヴィーデとともにストックホルムで競走した。ヌルミの最後の競走はニューヨークアスレチッククラブの招待で1966年2月18日にマディソン・スクエア・ガーデンで行われた競走である。1962年、ヌルミは福祉国家が長距離競走で不利であると予想、「国の生活水準が高いほど、努力と困難が必要な種目における結果が悪くなる。私は新世代に警告したい：『この快適な生活で怠惰になるな。新しい交通手段に運動の本能を消滅されるな。短距離でも自動車で行く若者が多すぎる』」と述べた。1966年、ヌルミはスポーツクラブのゲスト300人を前に演説、フィンランドの長距離走の状態を批判して、スポーツ官僚をただの売名家や旅行者だとしかり、運動選手に何かを成し遂げるために全てをなげうつよう求めた。その後、ヌルミは1970年代にフィンランドの陸上競技が回復の兆しを見せたのを見届けることができた。この年、ラッセ・ビレンとペッカ・ヴァサラが1972年ミュンヘンオリンピックで金メダルを獲得した。彼はビレンの走姿を褒め、ヴァサラにはキプチョゲ・ケイノに注目するよう助言した。
1964年に米大統領リンドン・ジョンソンの招待を受けてホワイトハウスを再び訪れたものの、ヌルミは1960年代末にマスコミのインタビューを受けるようになるまでかなり隠遁した生活を送った。1967年、ヌルミは70歳の誕生日にフィンランド国営放送のインタビューを受けることに同意したが、それは大統領ウルホ・ケッコネンがインタビュアーを務めることを知ってからのことだった。ヌルミの健康は悪化しており、少なくとも1回心臓発作を起こしたほか、卒中を起こしており、目も悪くなった。彼は時には運動について苦々しく思うようになり、科学や芸術と比べて時間の無駄であると述べた。彼は1973年にヘルシンキで死去、国葬の待遇を受けた。ケッコネンは葬式に出席してヌルミに賛辞を述べた：「人は地平線まで探して後継者を探した。しかし誰も来ず、これからも誰も来ない。彼の優秀さは彼とともに消滅したのだ」。クラシック音楽を好み、バイオリンを弾いたヌルミの望みで、葬式中にコンスタ・ユルハのヴァイエンヌト・ヴィウル（Vaiennut viulu、「沈黙したバイオリン」）が演奏された。ヌルミが作った世界記録のうち、室内2000メートル競走の記録はフィンランド記録として1925年から1996年までの71年間破られないままだった。

## 私生活と公的イメージ

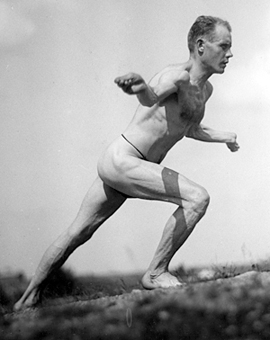
体操姿のヌルミ

ヌルミは1932年から1935年まで、社交界の花形シルヴィ・ラークソネン（Sylvi Laaksonen）と結婚していた。しかしラークソネンは陸上競技に興味を持たず、生まれた子供マッティ（Matti）を走者になるよう育てようとしたヌルミに反対して1933年にAP通信に「彼が陸上競技に集中したことは最終的には私を離婚のために裁判所に行かせた」と述べた。マッティ・ヌルミは後に中距離走者になり、その後は独学でビジネスに進出した。ヌルミとマッティの関係は「窮屈」であるといわれている。マッティは父を陸上競技選手よりもビジネスマンとして尊敬しており、2人は競走について話し合ったことはなかった。走者としてのマッティは3000メートル競走の成績が最もよく、父と同じ成績を達成した。1957年7月11日に「3人のオラヴィ」（オラヴィ・サルソラ、オラヴィ・サロネン、オラヴィ・ヴオリサロ）が1500メートル競走の世界記録を更新した有名なレースではマッティ・ヌルミは個人ベストを出したが9位に終わり、父が1924年に作った世界記録よりも2.2秒遅かった。「ヴァンパイラ」（Vampira）で知られる女優のメイラ・ヌルミはパーヴォ・ヌルミの姪であるといわれたが、この親族関係は公式文書での証拠はない。
ヌルミはフィンランドのスポーツマッサージとサウナ入浴の慣習を好み、1924年パリオリンピックで酷暑の下でも好成績を出せたのはフィンランドサウナのおかげであると述べた。彼は15歳から21歳まで菜食を行ったが、それ以外では何でも食べた。ヌルミは神経衰弱とされており、「無口」、「無表情」、「頑固」などと言われた。親友がいたとは信じられていないが、たまには社交生活を行ってその小さな交友関係の輪で「皮肉的なユーモア」を披露したという。その絶頂期には世界中で最も有名なスポーツ選手とされていたが、ヌルミは世間の注目とメディアを嫌っており。後に75歳の誕生日のとき（1972年）に「世界的な知名度と名声は腐ったコケモモよりも価値が低い」と述べた。フランスのジャーナリストガブリエル・アノはヌルミのスポーツに対する集中を疑問視し、1924年にヌルミがこれまでになく「本気、無口、悲観的、熱狂的、そして集中している。彼の中の冷たさと強い自制により、彼が感情をあらわにすることは一瞬たりともなかった」と書いた。同時代のフィンランド人の間では一部が彼にスーリ・ヴァイケニヤ（Suuni vaikenija、「偉大な沈黙な奴」）というあだ名をつけ、ロン・クラークは後にヌルミがフィンランドの走者やジャーナリストにとってすら謎であると述べた：「彼らに対しても、本当の自分ではいなかった。彼は謎めいており、鵺的で、雲の中の神様のようだ。まるで全時間に演劇の役を演じているみたいだった」。
ヌルミは同僚の走者に対してはメディアより多くを述べた。彼はアメリカの短距離走者チャールズ・パドックと意見交換をしており、ライバルのオットー・ペルツァーとは一緒にトレーニングすらした。ヌルミはペルツァーに敵を忘れるよう言った：「自分に打ち勝つことがアスリートにとって最も大きな挑戦だ」。ヌルミは心理的な強靭さを重要視したことで知られており、「精神が全てだ。筋肉など、ただのゴムの塊だ。私の精神があるから私がいるのだ」と述べた。競走路上にいるヌルミについて、ペルツァーは「彼の無感覚はまるで仏陀が競走路で滑走しているようだ。ストップウオッチを手に、1周また1周と（終点の）テープに向かい、数学テーブルの規則にしか従っていない」と述べた。マラソン選手のジョニー・ケリーは1936年オリンピックではじめて憧れのヌルミに会った。彼はヌルミが始めには冷たかったが、ヌルミが彼の名前を聞いた後に割と長く話し合っており、「彼は私の手を握った――興奮した様子で。信じられない！」と回想した。
ヌルミの速さと性格のつかみどころのなさにより、「ファントム・フィン」（Phantom Finn）、「走者の王様」（King of Runners）、「無比のパーヴォ」（Peerless Parvo）などのあだ名をつけられた。一方、彼の数学における技術とストップウオッチの使用によりマスコミは彼を走る機械として描写した。とある記者はヌルミを「時間を消滅させるために作られた機械のフランケンシュタイン」と形容した。フィル・コージノーは「ロボットが現代の霊魂のない人類を代表するようになる時代、彼自身が発明した、ストップウオッチでペースをつけるテクニックは人々に霊感を与えるのと同時に困惑させた」。大衆向け新聞ではヌルミに関する噂としては彼が「奇形的な」心臓を持ち、脈拍数が異常に低い、というものがある。ヌルミがアマチュアかどうかの論争の最中、ヌルミは「世界中の運動選手の中で最も低い脈拍数と最も高い提示価格を有した選手」であるといわれた。
フィンランドから遠く離れた日本においても、ヌルミは同時代において知られた存在であった。詩人の高村光太郎は1929年9月に書いた詩「或る筆記通話」に「ヌルミのぬ」という一節を入れている。

## 死後

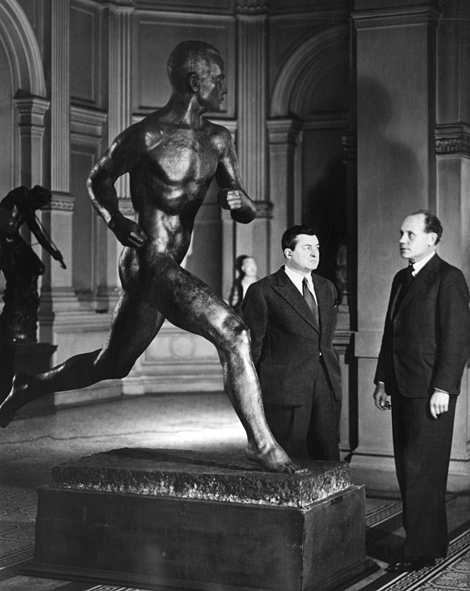
アテネウム美術館にあるヌルミ像の前に立つヌルミとヴァイノ・アールトネン、1930年代の写真。

ヌルミは1500メートルから20キロメートルまでの競走の公式世界記録を合計で22更新しており、更新数自体が新記録である。非公式記録も多く作り、公式記録と合わせて合計58となっている。国際陸連は1980年代まで屋内記録を認可しなかったため、ヌルミの屋内世界記録は全て非公式である。ヌルミの生涯オリンピックで金メダルを最も多く獲得した選手という記録は1964年に体操選手ラリサ・ラチニナが、1972年に競泳選手マーク・スピッツが、1996年に陸上競技選手カール・ルイスが並び、2008年に競泳選手マイケル・フェルプスに破られた。ヌルミの生涯オリンピックでメダルを最も多く獲得した選手という記録は1960年にフェンシング選手エドアルド・マンジャロッティが13個目のメダルを獲得したことで破られた。タイム雑誌は1996年にヌルミを最も凄いオリンピック選手であると選び、国際陸連は2012年に陸上殿堂入り選手を初めて選抜したとき、ヌルミはその時に選ばれた選手12人の1人となった。
ヌルミは常にストップウオッチをもって走り、均一速度走法を発明して1レース間にエネルギーを均一に消費した。この走法を使用した理由について、ヌルミは「時間と競争するとき、スパートをかける必要はない。（終点の）テープまで一様に辛いので、他の人はそのペースを維持できない。」と述べた。アーキー・マクファーソンは「常にストップウオッチを手に持った彼（ヌルミ）は陸上競技において賢く努力することを新しい水準に上げ、現代科学で武装した陸上競技選手の先駆者となった」と述べた。ヌルミはトレーニングにおいても先駆者として知られ、彼は一年中を通してトレーニングを行う系統的なプログラムを作成、長距離走とインターバルランニングを組み込んだ。ピーター・ラヴゼイは著作の「長距離の王：偉大な走者5人に関する研究」（The Kings of Distance: A Study of Five Great Runners）でヌルミが「世界記録の更新を加速。分析的なトレーニング法を発展させて、それを具体化。フィンランドだけでなく、世界の陸上競技全体に対しても大きな影響力を有した。ヌルミのスタイル、テクニック、戦術は絶対確実とされ、実際にフィンランドの選手が模倣して記録を更新してきたことから尚更だった。」と述べた。Track & Field Newsの創刊者コードナー・ネルソン（Cordner Nelson）は競走が多くの観客を集めるスポーツに発展したことについて、ヌルミがその功労者であると考え、「彼の競走における足跡は空前絶後だった。ランニングが世界のスポーツ観客の眼中に留まるメジャーなスポーツになったのは、誰よりも彼のおかげだった。世界のスポーツ観客は彼を全てのスポーツの中で真に偉大な選手の1人とみなした。」と述べた。
ヌルミの貢献とトレーニング法はその後数世代もの間、新しいスター走者に影響を与えた。エミール・ザトペックは子供の頃、トレーニングを受けるときに「私はヌルミだ！私はヌルミだ！」と唱え、トレーニング法にヌルミのそれについてわかるだけ取り入れた。ラッセ・ビレンはヌルミを崇拝しており、ヌルミが死去した日にはじめてヌルミに会う予定だった。ヒシャム・エルゲルージは感銘を受けて陸上競技選手になり、「祖父が語り継げてきた偉大な男の貢献を再現」しようとした。彼はヌルミが達成した以降はじめてオリンピックの1500メートルと5000メートル競走の金メダルを同時に獲得した選手となった。ヌルミはオリンピック競技場以外でも影響力を発揮した。1928年のオリンピックではカジミェシュ・ウィルチンスキーが詩歌部門にて「オリンピックの月桂冠」（Olympic Laurel）という詩で金メダルを獲得したが、この詩にはヌルミに関する1節がある。また、1936年オリンピックではが馬の「ヌルミ」とともに総合馬術の個人戦と団体戦の金メダルを獲得した。

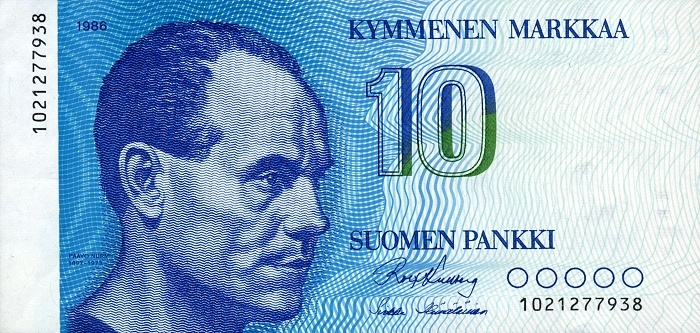
10フィンランド・マルッカの紙幣に描かれたヌルミ。

ヌルミの銅像は1925年にヴァイノ・アールトネンによって作製された。原作はアテネウム美術館に飾られたが、そのコピーがトゥルク、ユヴァスキュラ、ヘルシンキ・オリンピックスタジアムの前、スイスのローザンヌにあるオリンピック・ミュージアムで飾られている。ヘルシンキ工業大学の学生がした有名な悪戯として、1628年以降海底に沈んでいたヴァーサが1961年に引き上げられたとき、ヌルミ像のミニチュアがその沈没船から発見されている。ヌルミ像はほかにもレネー・シンテニスが1926年に、カール・エルドが1937年に製作しており、中でもエルドが1937年に作製したロパレ（Löpare、「走者」）はヌルミとエドヴィン・ヴィーデの競走を描いた。1925年にスウェーデンで出版されたボケン・オム・ヌルミ（Boken om Nurmi、「ヌルミに関する本」）はフィンランド運動選手の伝記としては最初である。フィンランドの天文学者ユルィヨ・バイサラは1939年に小惑星帯の小惑星1740をパーヴォ・ヌルミと名づけ、フィンエアーは1969年にはじめて購入したダグラス DC-8を「パーヴォ・ヌルミ」と名付けた。ヌルミのライバルだったビレ・リトラは1970年にフィンランドに帰国したときこの飛行機に乗った。
1969年より毎年行われたパーヴォ・ヌルミ・マラソンはウィスコンシン州最古のマラソン競走であり、アメリカの中西部地域では2番目に古いマラソン競走である。フィンランドでは1992年以降ヌルミの出身地トゥルクで同名のマラソン競走が行われており、また1957年以来パーヴォ・ヌルミ大会（Paavo Nurmi kisat）という陸上競技大会が行われている。フィンランドをルーツに持つアメリカのフィンランディア大学はその陸上競技センターをヌルミに因んで名づけている。1987年、フィンランド銀行はヌルミの肖像が描かれた10フィンランド・マルッカ紙幣を発行した。ほかの新発行の紙幣には建築家アルヴァ・アールト、作曲家ジャン・シベリウス、啓蒙主義の思想家アンデルス・キデーニウス、作家エリアス・リョンロートが描かれている。ヌルミが描かれた紙幣は1993年にヴァイノ・リンナが描かれた20マルッカ紙幣に置換された。1997年、トゥルクにある、1890年代に建てられたスタジアムがパーヴォ・ヌルメン・スタディオンに名づけられた。このスタジアムには20件の世界記録が出されており、ヌルミが3000メートル競走の記録を、ジョン・ランディが1500メートルと1マイル競走の記録を、ザトペックが10000メートルの記録をこのスタジアムで出している。フィクションにおいては1974年に出版されたウィリアム・ゴールドマンの小説マラソンマンで主役の憧れの的として登場、この小説の主役はヌルミよりも偉大な走者になることを目指した。パーヴォ・ハーヴィッコが創作、トゥオマス・カンテリネンが作曲した偉大なパーヴォ。偉大なレース。偉大な夢。というヌルミに関する演劇は2000年にヘルシンキ・オリンピックスタジアムで初演された。2005年にはザ・シンプソンズのゴー・ゴー・ガイ・パンというエピソードにおいて、チャールズ・モンゴメリ・バーンズが自身のアンティーク自動車で一度ヌルミと競走して競り勝ったと自慢している。

## 成績

### シーズン別

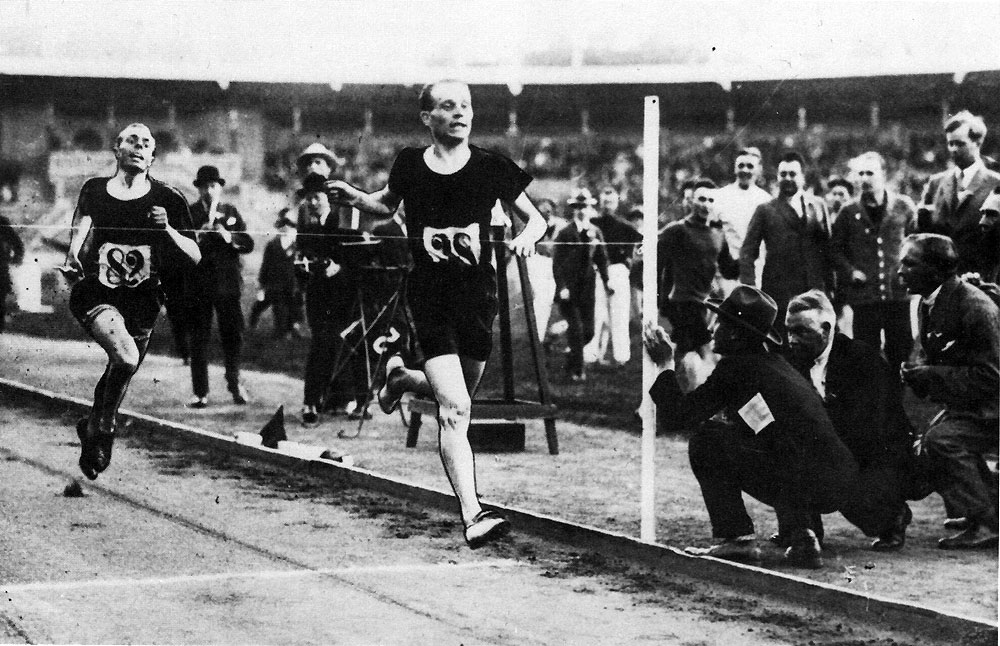
ヌルミがストックホルムでヴィーデに勝利した、1926年7月の競走。

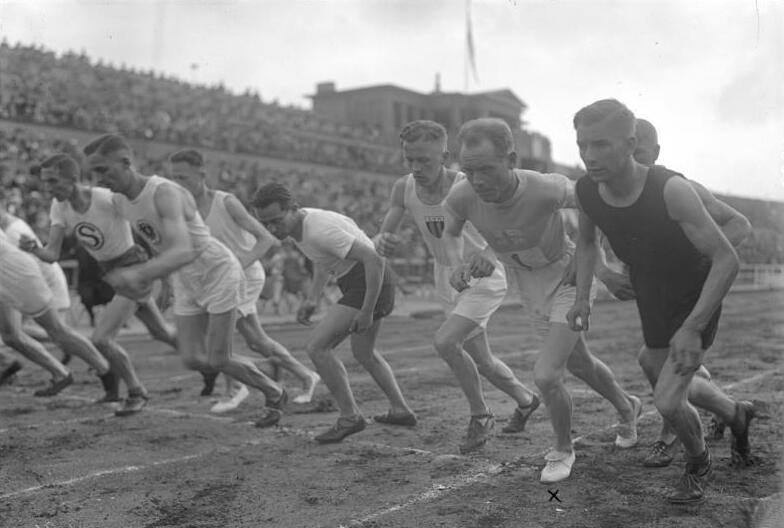
ベルリンで行われた競走が始まるときのヌルミ、1926年5月。

| 年   | 種目                          | 競技数 | 勝利数 | 入賞数 | リタイヤ |
| ---- | ----------------------------- | ------ | ------ | ------ | -------- |
| 1920 | 1500メートル - 10,000メートル | 14     | 13     | 14     | 0        |
| 1921 | 800メートル - 10,000メートル  | 17     | 15     | 16     | 0        |
| 1922 | 800メートル - 4マイル         | 20     | 20     | 20     | 0        |
| 1923 | 800メートル - 5000メートル    | 23     | 23     | 23     | 0        |
| 1924 | 800メートル - 10,000メートル  | 25     | 25     | 25     | 0        |
| 1925 | 800メートル - 10,000メートル  | 58     | 56     | 57     | 1        |
| 1926 | 1000メートル - 10,000メートル | 19     | 16     | 19     | 0        |
| 1927 | 1500メートル - 5000メートル   | 12     | 12     | 12     | 0        |
| 1928 | 1500メートル - 1時間走        | 15     | 12     | 15     | 0        |
| 1929 | 1マイル - 6マイル             | 14     | 12     | 14     | 0        |
| 1930 | 1500メートル - 20,000メートル | 11     | 11     | 11     | 0        |
| 1931 | 2マイルs - 7マイルs           | 16     | 14     | 14     | 2        |
| 1932 | 10,000メートル - マラソン     | 3      | 2      | 2      | 1        |
| 1933 | 1500メートル - 25,000メートル | 16     | 13     | 15     | 1        |
| 1934 | 3000メートル - 10,000メートル | 8      | 8      | 8      | 0        |

### 種目別
| 種目                   | 年        | 競技数 | 勝利数 | 入賞数 | リタイヤ |
| ---------------------- | --------- | ------ | ------ | ------ | -------- |
| 800メートル・880ヤード | 1921-1925 | 8      | 6      | 8      | 0        |
| 1500メートル           | 1920-1933 | 33     | 30     | 32     | 0        |
| 1マイル                | 1920-1929 | 10     | 9      | 10     | 0        |
| 3000メートル           | 1920-1934 | 29     | 27     | 29     | 0        |
| 2マイル                | 1922-1931 | 23     | 22     | 23     | 0        |
| 5000メートル           | 1920-1934 | 71     | 67     | 69     | 2        |
| 10,000メートル         | 1920-1934 | 17     | 17     | 17     | 0        |
| クロスカントリー       | 1920-1934 | 23     | 23     | 23     | 0        |

### オリンピック
| 年   | 月日    | 種目                     | 成績          | 結果            |
| ---- | ------- | ------------------------ | ------------- | --------------- |
| 1920 | 8月16日 | 5000メートル競走第3予選  | 15:33.0       | 決勝進出（2位） |
| 1920 | 8月17日 | 5000メートル競走決勝     | 15:00.5       | 2位             |
| 1920 | 8月19日 | 10000メートル競走第1予選 | 33:46.3       | 決勝進出（2位） |
| 1920 | 8月20日 | 10000メートル競走決勝    | 31:45.8       | 1位             |
| 1920 | 8月22日 | クロスカントリー個人     | 27:15.0       | 1位             |
| 1920 | 8月22日 | クロスカントリー団体     | 10点          | 1位             |
| 1924 | 7月8日  | 5000メートル競走第2予選  | 15:28.6       | 決勝進出（1位） |
| 1924 | 7月9日  | 1500メートル競走第3予選  | 4:07.6        | 決勝進出（1位） |
| 1924 | 7月10日 | 1500メートル競走決勝     | 3:53.6（OR）  | 1位             |
| 1924 | 7月10日 | 5000メートル競走決勝     | 14:31.2（OR） | 1位             |
| 1924 | 7月11日 | 3000メートル団体第1予選  | 8:47.8（1位） | 決勝進出（1位） |
| 1924 | 7月12日 | クロスカントリー個人     | 32:54.8       | 1位             |
| 1924 | 7月12日 | クロスカントリー団体     | 11点          | 1位             |
| 1924 | 7月13日 | 3000メートル団体決勝     | 8:32.0（1位） | 1位             |
| 1928 | 7月29日 | 10000メートル競走        | 30:18.8（OR） | 1位             |
| 1928 | 7月31日 | 5000メートル競走第3予選  | 15:08.0       | 決勝進出（4位） |
| 1928 | 18月    | 3000メートル障害第2予選  | 9:58.8        | 決勝進出（1位） |
| 1928 | 38月    | 5000メートル競走決勝     | 14:40.0       | 2位             |
| 1928 | 48月    | 3000メートル障害決勝     | 9:31.2        | 2位             |

## 世界記録

### 国際陸連認可

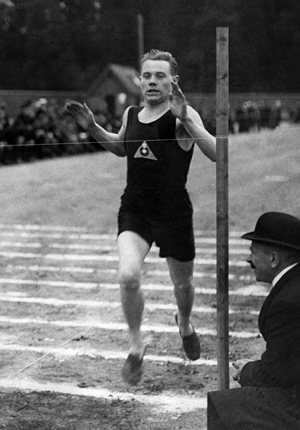
1924年、1500メートル競走の世界記録を更新するヌルミ。

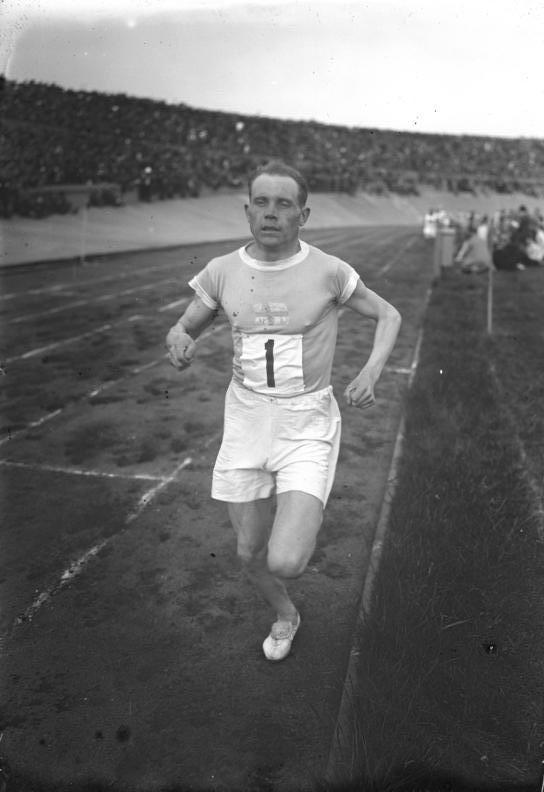
1926年、ベルリンで3000メートル競走の世界記録を更新する途中のヌルミ

| 距離           | 成績      | 日付          | 地点           |
| -------------- | --------- | ------------- | -------------- |
| 1500メートル   | 3:52.6    | 1924年6月19日 | ヘルシンキ     |
| 1マイル        | 4:10.4    | 1923年8月23日 | ストックホルム |
| 2000メートル   | 5:26.3    | 1922年9月4日  | タンペレ       |
| 2000メートル   | 5:24.6    | 1927年6月18日 | クオピオ       |
| 3000メートル   | 8:28.6    | 1922年8月27日 | トゥルク       |
| 3000メートル   | 8:25.4    | 1926年5月24日 | ベルリン       |
| 3000メートル   | 8:20.4    | 1926年7月13日 | ストックホルム |
| 2マイル        | 8:59.6    | 1931年7月24日 | ヘルシンキ     |
| 3マイル        | 14:11.2   | 1923年8月24日 | ストックホルム |
| 5000メートル   | 14:35.4   | 1922年9月12日 | ストックホルム |
| 5000メートル   | 14:28.2   | 1924年6月19日 | ヘルシンキ     |
| 4マイル        | 19:15.4   | 1924年10月1日 | ヴィープリ     |
| 5マイル        | 24:06.2   | 1924年10月1日 | ヴィープリ     |
| 6マイル        | 29:36.4   | 1930年6月8日  | ロンドン       |
| 10000メートル  | 30:40.2   | 1921年6月22日 | ストックホルム |
| 10000メートル  | 30:06.2   | 1924年8月31日 | クオピオ       |
| 15000メートル  | 46:49.6   | 1928年10月7日 | ベルリン       |
| 10マイル       | 50:15.0   | 1928年10月7日 | ベルリン       |
| 1時間競走      | 19,210 m  | 1928年10月7日 | ベルリン       |
| 20000メートル  | 1:04:38.4 | 1930年0月3日  | ストックホルム |
| 4×1500メートル | 16:26.2   | 1926年7月12日 | ストックホルム |
| 4×1500メートル | 16:11.4   | 1926年7月17日 | ヴィープリ     |

### 非公式
| 距離                 | 成績      | 日付          | 地点           |
| -------------------- | --------- | ------------- | -------------- |
| 1500メートル         | 3:53.0    | 1923年8月23日 | ストックホルム |
| 1500メートル（屋内） | 3:56.2    | 1925年1月6日  | ニューヨーク   |
| 1マイル（屋内）      | 4:13.5    | 1925年1月6日  | ニューヨーク   |
| 1マイル（屋内）      | 4:12.0    | 1925年3月7日  | バッファロー   |
| 2000メートル（屋内） | 5:33.0    | 1925年1月17日 | ニューヨーク   |
| 2000メートル（屋内） | 5:30.2    | 1925年1月28日 | ニューヨーク   |
| 2000メートル（屋内） | 5:22.4    | 1925年2月12日 | バッファロー   |
| 3000メートル         | 8:27.8    | 1923年9月17日 | コペンハーゲン |
| 3000メートル（屋内） | 8:26.8    | 1925年1月15日 | ニューヨーク   |
| 3000メートル（屋内） | 8:26.4    | 1925年3月12日 | ニューヨーク   |
| 2マイル（屋内）      | 9:08.0    | 1925年2月7日  | ニューヨーク   |
| 2マイル（屋内）      | 8:58.2    | 1925年2月14日 | ニューヨーク   |
| 3マイル              | 14:14.4   | 1922年8月10日 | コッコラ       |
| 3マイル              | 14:08.4   | 1922年9月12日 | ストックホルム |
| 3マイル              | 14:02.0   | 1924年6月19日 | ヘルシンキ     |
| 5000メートル（屋内） | 14:44.6   | 1925年1月6日  | ニューヨーク   |
| 4マイル              | 19:18.8   | 1924年8月31日 | クオピオ       |
| 5マイル              | 24:13.2   | 1924年8月31日 | クオピオ       |
| 6マイル              | 29:41.2   | 1921年6月22日 | ストックホルム |
| 6マイル              | 29:07.1   | 1924年8月31日 | クオピオ       |
| 25マイルマラソン     | 2:22:03.8 | 1932年6月26日 | ヴィープリ     |